# Wellenstein
Wellenstein (luxemburguès Wellensteen) és una vila de la comuna de Schengen i antigua comuna al sud-est de Luxemburg, en el cantó de Remich. Comprèn les viles de Wellenstein, Bech-Kleinmacher i Schwebsange.

## Població
| Nacionalitat   | Població | %      |
| -------------- | -------- | ------ |
| luxemburguesos | 882      | 69,67% |
| Forasters      | 384      | 30,33% |
| - portuguesos  | 202      | 15,96% |
| - francesos    | 29       | 2,29%  |
| - italians     | 22       | 1,74%  |
| - belgues      | 20       | 1,58%  |
| - alemanys     | 44       | 3,48%  |
| - iugoslaus    | 15       | 1,18%  |
| - altres       | 52       | 4,11%  |

## Evolució demogràfica
| Any        | Població |
| ---------- | -------- |
| 15/02/2001 | 1.266    |
| 01/01/2002 | 1.293    |
| 01/01/2003 | 1.296    |
| 01/01/2004 | 1.268    |
| 01/01/2005 | 1.297    |